# Essays in London and Elsewhere
Essays in London and Elsewhere (em português, Ensaios em Londres e alhures) é um livro de crítica literária publicado por Henry James em 1893. O livro reúne ensaios que James havia escrito ao longo dos anos anteriores sobre uma grande gama de escritores, incluindo James Russell Lowell, Gustave Flaubert, Robert Browning e Henrik Ibsen. O livro também inclui um interessante ensaio geral sobre o papel da crítica na literatura e um escrito sobre Londres.

## Sumário
| - London (pt. Londres) - James Russell Lowell - Frances Anne Kemble - Gustave Flaubert - Pierre Loti - The Journal of the Brothers Goncourt (pt. O diário dos Irmãos Goncourt) | - Browning in Westminster Abbey - Henrik Ibsen - Mrs. Humphrey Ward - Criticism (pt. Crítica) - An Animated Conversation (pt. Uma conversa animada) |